# Clariger exilis
Clariger exilis är en fiskart som beskrevs av Snyder, 1911. Clariger exilis ingår i släktet Clariger och familjen smörbultsfiskar. Inga underarter finns listade i Catalogue of Life.